# 青年科学基金项目（A类）
青年科学基金项目（A类），原国家杰出青年科学基金（简称国家杰青或杰青），是中华人民共和国国务院于1994年批准设立的“总理基金”，后正式命名为“国家杰出青年科学基金”，由国家自然科学基金委员会负责组织实施与管理。该基金资助已取得突出成绩的45周岁以下青年学者自主选择研究方向开展创新研究，旨在促进青年科学技术人才的成长，吸收海外人才，培养造就一批进入世界科技前沿的优秀学术带头人。
获得国家杰出青年科学基金项目的科学家被称为国家杰青获得者，每年资助名额一般不超过200名。1994年首批入选49人，每人资助额度为60万元。2006年资助力度提高至200万每项，2014年增至400万每项。
由于近年当选的两院院士中相当一部分都曾获得国家杰青资助，因此国家杰青有“院士摇篮”的美誉。
大约三分之二的杰青获得者来自于高校，另三分之一主要来自于中科院系统。